# Jake Brown
Jake Brown (Sydney, 6 settembre 1974) è uno skater australiano, specializzato nello skateboard in rampa.
Cominciò a competere nel 1996 e ha partecipato regolarmente agli eventi degli X Games. Ha anche gareggiato sulla struttura MegaRamp, sulla quale è stato il primo a effettuare una rotazione di 720 gradi senza afferrare la tavola

## Biografia

### Primi anni di vita
Dopo il divorzio dei suoi genitori, Brown ha vissuto a Sydney, in Australia, con sua madre fino ai dodici anni e poi con suo padre, sempre a Sydney, fino ai sedici anni. Lasciò poi suo padre per trasferirsi a Melbourne, in modo da potersi allenare più frequentemente.

### Skateboard professionale
Durante un tour australiano negli anni novanta, lo skater professionista Danny Way inventore di MegaRamp, fu impressionato dalle capacità di Brown e lo incoraggiò a trasferirsi negli Stati Uniti. Way disse nel 2013: "La prima volta che ho incontrato Jake, ho subito capito che questo ragazzo aveva del talento. La sua abilità nello skateboard a 15 anni era impressionante ed era ovvio che sarebbe diventato una stella dello skateboard. Al tempo, lo skateboard non era una forma di sport retribuito per gli skater australiani, così Brown decise di trasferirsi nella California del Sud nel 1997, spinto dal successo di altri skater australiani come Jason Ellis.
Brown fu sponsorizzato dalla Blind e apparve nel video What if?. Ad aprile 2012, Brown lasciò la compagnia per entrare nel team SK8MAFIA, cofondato dall'amico e skater professionista Peter Smolik. Nell'annunciare l'allontanamento di Brown dalla Blind, il brand manager della compagnia disse: "Jake Brown è uno degli skater più dinamici, positivi e autentici che abbia mai incontrato e mi ritengo fortunato di considerarlo mio amico e gli auguro il meglio per la sua prossima avventura. Non posso che aspettare di vedere cos'ha in serbo Jake".
All'evento degli X Games di aprile 2013 in Brasile, Brown ha eseguito il primo ollie 720 nell'evento "Big Air" sulla struttura MegaRamp, e ha ripetuto il trick nello stesso anno all'evento X Games a Barcellona, in Spagna.
Brown è presente nel videogioco della Electronic Arts, Skate 2.

### La caduta agli X Games 2007
Il 2 agosto 2007, durante gli X Games estivi 2007 nella sezione Big Air, Brown è caduto da 14 metri sul fondo della rampa. L'esito fu un polso ed una vertebra fratturati, una contusione al fegato e al polmone, la rottura della milza e una commozione cerebrale. Dopo alcuni minuti di incoscienza, Brown si rialzò scendendo giù dalla rampa assistito dal suo ex idolo Ellis.
Dopo l'incidente, Brown è apparso nei programmi televisivi Larry King Live, The Today Show e MTV. Dopo il suo ricovero, Brown ha vinto la medaglia d'oro all'evento Big Air due anni dopo agli X Games a Los Angeles e ha difeso il suo titolo nel 2010.
In un articolo del 2013, Brown ha detto: "Pensavo di stare bene subito, ma mi ci sono voluti un paio d'anni per tornare mentalmente dove volevo essere". Way ha detto nello stesso articolo: "La caduta di Jake è stata catastrofica. Questo tipo di cose vanno messe in conto visto ciò che facciamo. È quello di cui abbiamo più paura. È la realtà del rischio".

### Sponsor
Brown è sponsorizzato da Laced Clothing, SK8Mafia, Monster Energy, Paradox Grip Tape, Spitfire Wheels e Independent Trucks.

### Proprietario della Laced Clothing
Brown ha ufficialmente fondato la Laced Clothing nel 2012 con Smolik, ma il brand era apparso in pubblico già dal 2010.
Dopo la decisione del 2013 di spostare l'evento americano degli X Games in Texas, rappresentanti della compagnia, come Brown, Smolik, e lo skater Steven Cales, hanno donato cibo e vestiti ai senzatetto dell'area vicino alla sede dello Staples Center dove sono stati tenuti gli X Games per undici anni. La Laced ha lavorato in collaborazione con Homeboy Industries, una compagnia che fornisce opportunità agli ex membri di gang secondo il motto di "Jobs not Jails", e con il Warning skateboard shop, entrambi a Los Angeles.
Il team Laced, chiamato "Messengers" sul sito del brand, è formato da Brown, Smolik, e gli skater professionisti Sean Sheffey e Damian Bravo, e la sua sede è a San Diego, in California.

## Premi
Il magazine Transworld Skateboarding ha nominato Brown il "Vert Skater of the Year" in occasione della sua cerimonia dei premi del 2005.

## Contest
Per la serie di contest della LG Action Sports, Brown ha vinto la competizione sulla rampa "half-pipe" a Pechino, in Cina nel 2004 ed è arrivato secondo a Parigi, in Francia, nel 2005.
Brown ha vinto cinque medaglie nelle competizioni degli X Games, due delle quali d'oro. Ha ottenuto medaglie nell'evento Big Air ogni anno dal 2006 al 2010. Brown ha spiegato nel 2012 che gli skateboarders specializzati in rampa devono competere nei contest per mantenersi in carriera.

## Influenza
Brown ha ricevuto elogi da skater di successo e di lunga data come Way e Bob Burnquist. Ad agosto 2013, Way ha detto: "Non importa quanto possa cadere forte; è uno dei ragazzi che sta innovando. Sta facendo progredire lo sport. È in quel gruppo di ragazzi che stanno facendo progredire lo skateboard ... È qualcuno che conta in questo sport. L'intero mondo dello skateboard rispetta Jake ... Jake è uno dei pochi ragazzi sulla rampa che ammiro. È uno di quei ragazzi che mi motivano. È uno che guardo e penso, "Cosa sta facendo?", è fonte di ispirazione. Jake è uno degli skater più innovativi che abbia mai visto in rampa... È importante per il progresso e l'importanza dello sport. È rispettato in tutta l'industria.
Burnquist, proprietario di una delle due MegaRamp esistenti, ha detto: "Anche se Jake Brown non avesse vinto medaglie agli X Games, e l'ha fatto visto che ha otto ori, non importerebbe perché è un grande dello skateboard. È uno che non compete soltanto, ma progredisce. È stato uno dei miei preferiti per tanto tempo. Il suo approccio allo skateboard, il suo stile, la sua personalità, sono semplicemente unici. Non c'è nessuno come lui".

## Vita personale
Fuori dalla sua carriera nello skateboard, Brown si esibisce come DJ e apprezza il gioco d'azzardo; ha detto che i soldi sono "praticamente il problema del mondo" e su un braccio ha un tatuaggio di soldi che bruciano. Brown ha detto in un'intervista del 2013 che "farà skateboard finché il suo corpo non comincerà a indebolirsi" e, dopo la sua carriera nello skateboard: "Spero di avere un bel drink con l'ombrellino su una spiaggia. Con ragazze in bikini e onde perfette".